# Jiří Panocha

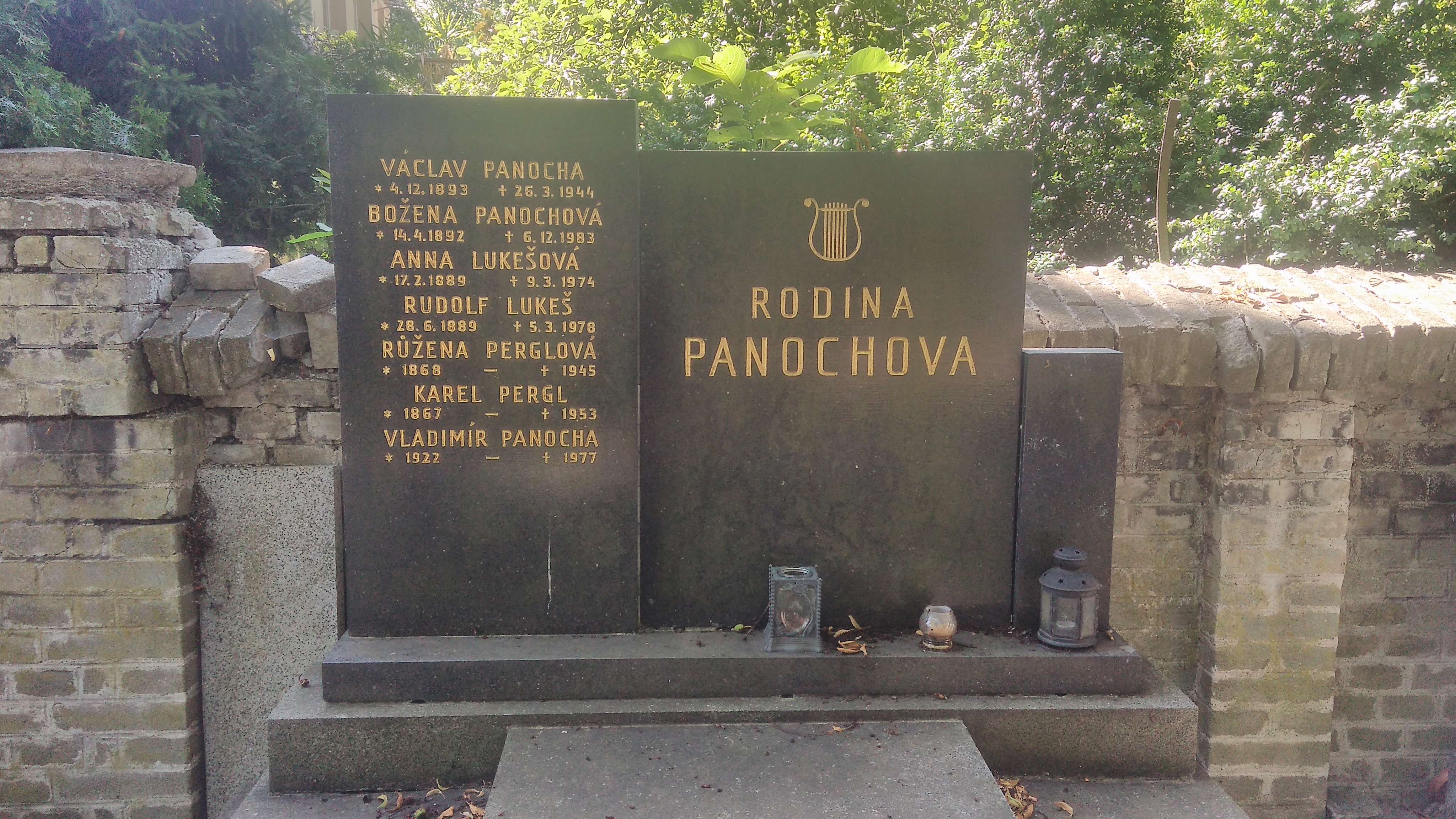
hrob rodiny Panochových v Kladně

Jiří Panocha (* 3. června 1950, Kladno) je český houslista, zakladatel a primárius Panochova kvarteta.
Je od mládí hudebně nadaný, zdravě ctižádostivý a s velkým organizačním talentem. Již při studiu na Pražské konzervatoři založil v  roce 1966 pod vedením vyučujícího pedagoga Josefa Micky smyčcové trio hrající ve složení Jiří Panocha (housle), Jaroslav Hlůže (viola) a Jaroslav Kulhan (violoncello). Za dva roky, v roce 1968, se k nim přiřadil Pavel Zejfart (2. housle) a od té doby se datuje vznik Panochova kvarteta.
I po absolutoriu konzervatoře udržel Jiří Panocha své kvarteto v činnosti, členové přešli studovat na Akademii múzických umění v Praze, kde je specifiku komorní hry vyučoval Antonín Kohout. V roce 1971 Jiří Panocha inicioval příchod nového hráče na violu Miroslava Sehnoutky.
Jiří Panocha byl již od počátku své hudební kariéry vynikajícím houslistou, nejlépe to dokumentuje skutečnost, že v roce 1972 vyhrál na Karajanově soutěži v Berlíně konkurs na místo koncertního mistra Mezinárodního studentského orchestru ve kterém si zahrál pod Karajanovou taktovkou.
Pod vedením svého primária se Panochovo kvarteto věnuje koncertní činnosti i hudebním nahrávkám, procestovalo téměř celý kulturní svět a nahrálo bezpočet hudebních nosičů u českých i zahraničních hudebních vydavatelství. Jiří Panocha prosazuje do repertoáru kvarteta především českou hudbu (Antonín Dvořák, Bohuslav Martinů, Leoš Janáček) a hudbu klasiků (Joseph Haydn, Wolfgang Amadeus Mozart, Ludwig van Beethoven).
Své dlouholeté zkušenosti zúročuje Jiří Panocha při pedagogické činnosti na Akademii múzických umění kde vyučuje hře na housle. Skutečnost, že kvarteto hraje pod jeho vedením v nezměněné sestavě od roku 1971 svědčí o jeho dalším nesporném talentu, pozitivně ovlivňovat a stmelovat kolektiv.

## Ocenění
- 18. září 2007 Cena města Kladna[4]